# 김미혜 (관현악단 단장)
김미혜(?~)는 대한민국 팝 오케스트라인 코리안팝스오케스트라를 창단한 단체 설립자이자 단장이다. 

## 주요 경력
- 한-우즈베키스탄 수교 30주년 기념 현지 공연 (2022.11.20-23. 우즈베키스탄)
- 어메이징 오케스트라 시리즈 - 코리안팝스오케스트라 비욘드 더 심포니 (2017.08.27 예술의전당 콘서트홀)
- 어메이징 오케스트라 시리즈 - 음악과 함께 떠나는 세계여행 (2017.02.08 예술의전당 콘서트홀)
- YTN 가을 음악회 (2014.10.22. 세종문화회관 대극장)
- 인천공항 문화와 하늘일 있다 정기공연 (2013-2016인청공항 밀레니엄 홀)
- 코리안팝스오케스트라 신년음악회 (2016.02.24. 예술의전당 콘서트홀)

- 인천국제공항 개항 14주년 기념 정기공연 (2015.03.25. 인천국제공항 밀레니엄홀)
- 코리안팝스 오케스트라 광복70주년 기념음악회 (2015.03.04.세종문화회관대극장)
- 2013 코리안팝스오케스트라 정기연주회 - 일삼세대가 함께하는 봄의축제 (2013.03.17 예술의전당 콘서트홀)
- 2013 코리안팝스오케스트라 신년음악회 (2013.01.25. 경기도문화의전당)
- 2012 코리안팝스오케스트라 창단 10주년 신년음악회 (2012.02.11. 예술의전당 콘서트홀)
- 코리안팝스오케스트라 신년음악회 (2011.01.25. 예술의전당 콘서트홀)
- 하이서울페스티벌 2008 여름축제 한강의 재발견 -물 위의 오케스트라
- 고궁가족음악회 ‘한국’과 세계가 함께 누리는 ‘한브랜드’ Concert  (2007.05.19. 경복궁)
- 고궁가족음악회 우리 아이와 함께 누리는 고궁 행복음악회 (2007.05.05. 경복궁)
- 영주귀국 사할린동포를 위한 자선음악회 (2003.03.10. 대구문화예술회관 대극장)
- 2002 월드컵 성공기원 코리안팝스오케스트라 창단연주회 (2002.05.09. 대구시민회관)

## 같이 보기
- 코리안팝스오케스트라